# Ptiloglossa stafuzzai
Ptiloglossa stafuzzai är en biart som beskrevs av Jesus Santiago Moure 1945. Ptiloglossa stafuzzai ingår i släktet Ptiloglossa och familjen korttungebin. Inga underarter finns listade i Catalogue of Life.